# Епанчин, Николай Яковлевич
Николай Яковлевич Епанчин (21 июня 1909 — 7 мая 1993) — поездной мастер колонны паровозов особого резерва № 12, главный кондуктор, Герой Социалистического Труда (1943).

## Биография
Родился в деревне Знамя-Колтовская Землянского уезда Воронежской губернии, ныне — Касторенский район Курской области. В 14 лет остался без отца и вынужден был оставить учёбу и пойти работать, окончив только 2 класса сельской школы. Помогал матери, воспитывавшей ещё троих детей. Трудовую деятельность начал ремонтным рабочим на ближнем к деревне путейском околотке. Через четыре года определился грузчиком на станцию Кастроная-Восточная. Отсюда через три года ушёл в армию. Служил в артиллерии, окончил полковую школу младших командиров, был командиром отделения. После демобилизации в 1933 году вернулся на родину.
Стал работать приемосдатчиком на нефтебазе, но вскоре перешёл снова на железную дорогу. На станции Касторная-Новая Московско-Донецкой железной дороги был сначала землекопом на строительстве здания вагоноремонтного пункта, затем прошёл обучение и получил 3-й разряд слесаря по автотормозам и сцепке вагонов. Спустя некоторое время, стал осмотрщиком, старшим осмотрщиком вагонов. Накануне войны окончил курсы в Воронеже и получил специальность разъездного вагонного мастера.
С первых дней войны самоотверженно трудился на станции Касторная-Новая, заменив ушедших на фронт товарищей. Сам имел бронь и призыву не подлежал. В июне 1942 года с беженцами ушёл на восток. Был зачислен поездным мастером колонны паровозов особого резерва № 12.
Колонна обеспечивала доставку военных грузов в район Сталинграда. В зимние месяцы 1942—1943 года Н. Я. Епанчин совершил десятки рейсов с эшелонами, груженными нефтепродуктами, боеприпасами и продовольствием. И всегда под авианалетами врага. После каждой бомбардировки бригада Епанчина быстро восстанавливала повреждения состава, спасла грузы, часто с риском для жизни, особенно когда приходилось быстро отцеплять горящие вагоны с боеприпасами или горючим. В одном из рейсов Епанчин заменил раненого машиниста и смог отвести состав от горящего вагона со снарядами.
После победоносного завершения Сталинградской битвы колонна повезла грузы к Орлу, Курску, Харькову. Шла подготовка к сражению на Курской дуге. На станции Готня, под Курском, во время налета вражеской авиации Епанчин был контужен и несколько месяцев провел в госпитале. Встав на ноги, тут же вернулся в свою колонну. Участвовал в обеспечении перевозок на Киевском направлении для войск, сражавшихся на Днепре. Здесь узнал о высокой награде.
Указом Президиума Верховного Совета СССР от 5 ноября 1943 года «за особые заслуги в обеспечении перевозок для фронта и народного хозяйства и выдающиеся достижения в восстановлении железнодорожного хозяйства в трудных условиях военного времени» Епанчину Николаю Яковлевичу присвоено звание Героя Социалистического Труда с вручением ордена Ленина и золотой медали «Серп и Молот».
В январе 1944 года в Кремле Н. М. Шверник вручил герою-железнодорожнику награды Родины. Летом-осенью 1944 года Н. Я. Епанчин сопровождал воинские эшелоны в Прибалтику, на Вильнюс. В конце 1944 года был откомандирован на Касторненский узел.
Вернувшись домой, отказался от должности начальника вагонного депо, сославшись на недостаточное образование — всего 4 класса. Много лет продолжал работать разъездным мастером, в конце трудового пути старшим осмотрщиком ПТО на станции Касторная-Курская. В 1968 году вышел на пенсию.
Жил в поселке Касторное Курской области. Скончался 7 мая 1993 года. Похоронен на гражданском кладбище посёлка Касторное.

## Награды
Награждён орденом Ленина, медалями, знаками НКПС «Почетному железнодорожнику» (1943), «Отличный вагонник» (1944).